# Frost Bank Tower
La Frost Bank Tower es un rascacielos situado en la ciudad de Austin, la capital del estado de Texas (Estados Unidos). Con 157 metros de altura y 33 plantas, es el tercer edificio más alto de Austin, por detrás de The Austonian y 360 Condominiums. Fue construida por Cousins Properties entre noviembre de 2001 y diciembre de 2003 y contiene 48 800 m² de oficinas de alquiler. Fue el primer rascacielos construido en los Estados Unidos tras los atentados del 11 de septiembre de 2001, y fue inaugurado oficialmente en enero de 2004.
La Frost Bank Tower fue diseñada por Duda/Paine Architects, LLP y HKS, Inc. Tiene el logo más alto de la ciudad, a 128 m. Este logo es del banco de San Antonio Frost National Bank, cuya sede en Austin y división de seguros están en el edificio. Aparte de Frost Bank, contiene las oficinas en Austin de Morgan Stanley y Ernst & Young, así como la sede de la University of Texas Investment Management Company (UTIMCO), administradores del Permanent University Fund.
Cousins vendió el edificio en 2006 a Equity Office Properties Trust por 188 millones de dólares antes de que esta empresa lo vendiera a Thomas Properties ese mismo año. En 2013 la propiedad del inmueble se transfirió a Parkway Properties.

## Historia

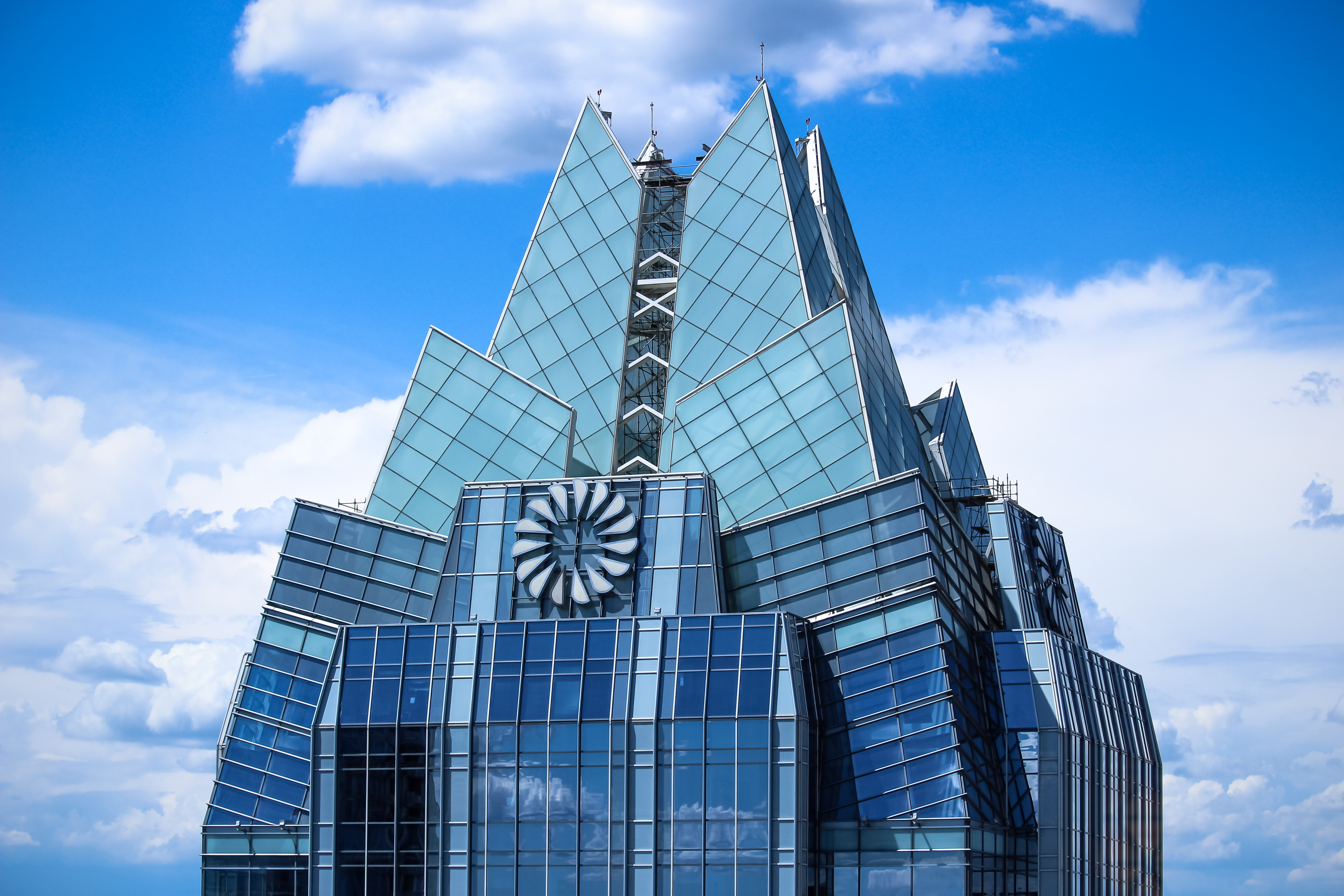
Detalle de la corona de la Frost Bank Tower.

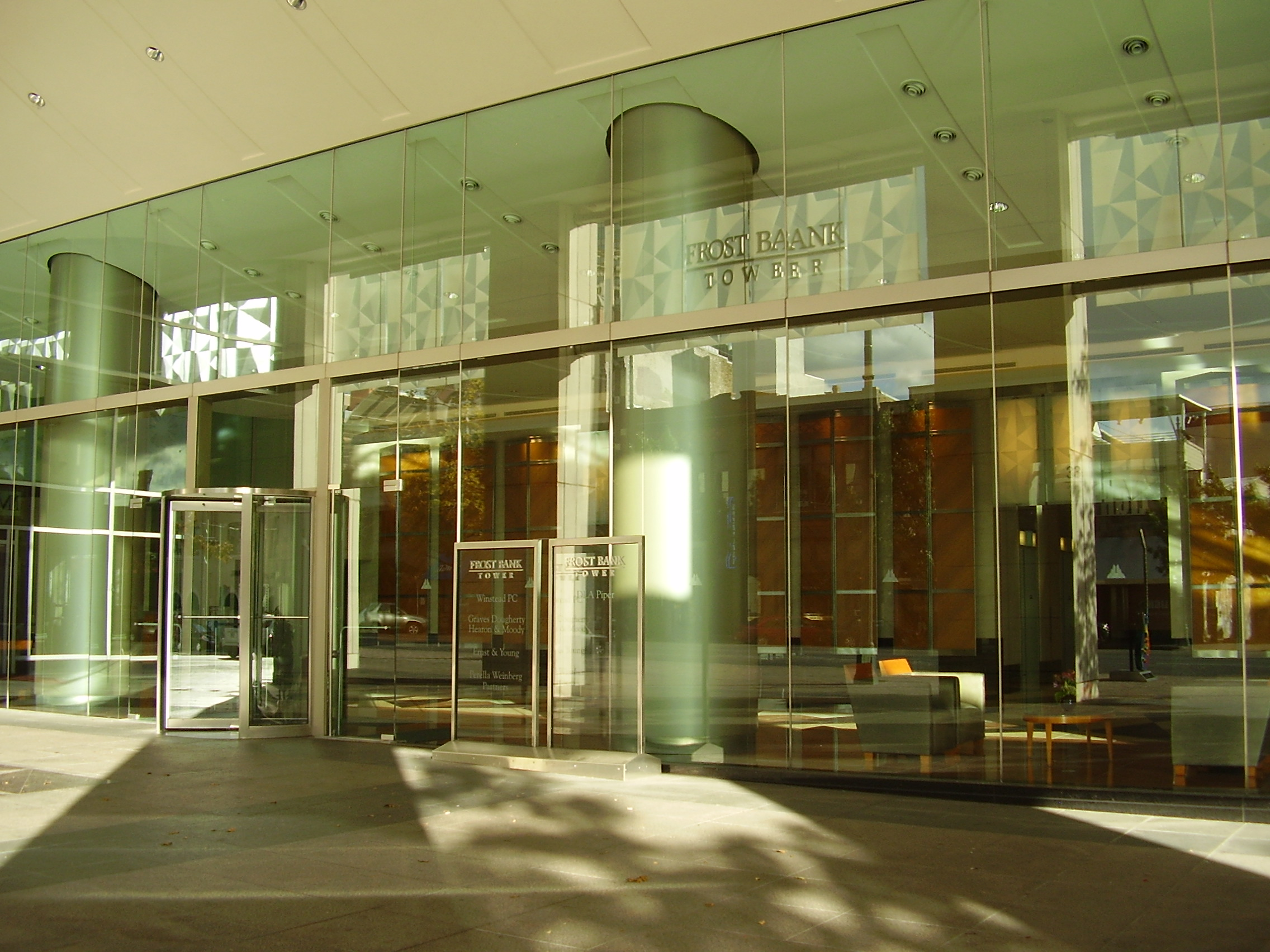
Vestíbulo de la torre.

En 1998, T.Stacy & Associates fusionó varios terrenos para formar la actual parcela del edificio, que en esta época era un solar vacío, y la vendió a Cousins Properties en 2001. El proyecto original contemplaba un edificio de 107 m de altura y 27 plantas, pero el proyecto final contemplaba un edificio de 157 m de altura y 33 plantas. Cuando el 27 de noviembre de 2001 comenzó su construcción, se convirtió en el edificio más alto de los Estados Unidos que sería construido tras los atentados del 11 de septiembre de 2001. La construcción se completó unos dos años más tarde, en 2003, y la torre fue inaugurada oficialmente en 2004. Se convirtió en el edificio más alto de Austin, y el cuarto más alto de Texas fuera de Dallas y Houston (excluida la Tower of the Americas de San Antonio). En agosto de 2003 el coste total de su construcción se estimó en 137 millones de dólares.
Tras el boom de construcción de rascacielos de Austin, que empezó en 2007, la Frost Bank Tower fue superada pronto por los 360 Condominiums con 177 m en 2008. A fecha de marzo de 2018, es el 59.º edificio más alto de Texas. En 2006, Cousins Properties decidió vender el edificio a Equity Office Properties por 188 millones de dólares, que posteriormente lo vendió a Thomas Properties. Actualmente, hay muchos inquilinos notables en el edificio, incluidos Frost Bank, Morgan Stanley, Ernst & Young, UTIMCO, y Heritage Title Co.

## Arquitectura
Diseñada por Duda/Paine Architects, LLP en colaboración con HKS, Inc., la Frost Bank Tower es considerada uno de los edificios más reconocibles de Austin. El edificio empieza con una forma rectangular en el terreno que se convierte en un cuadrado puntiagudo en la corona. La base del edificio está revestida en caliza de acabado mate, mientras que la superestructura principal del edificio es una piel de vidrio de baja emisividad de color azul, que es un tipo de vidrio más grueso de lo habitual, que cubre toda la torre. La Frost Bank Tower es uno de los solo dos edificios del mundo con vidrio de baja emisividad azul, el otro es el Reuters Building de Nueva York.
Los paneles plegados del edificio se retranquean para crear una forma piramidal segmentada. La corona tiene iluminación: por las noches se ilumina una sección de 46 m del edificio, y a veces cambia de color para ocasiones especiales, como la Rose Bowl de 2006, cuando el equipo de Austin University of Texas Longhorns derrotó a los USC Trojans. Se usaron más de 60 960 m² de cristal para la fachada del edificio y 13 716 m² para la corona. El edificio también contiene un aparcamiento de once plantas con capacidad para más de mil cuatrocientos vehículos.

### Recepción crítica
John Kelso, un columnista de un periódico local, dice que el edificio se parece a un enorme conjunto de recortadoras de cabello. Los lectores del Austin Chronicle votaron a la Frost Bank Tower como el «mejor edificio nuevo (de los últimos cinco años)» de la ciudad en 2004, 2006, 2007 y 2008. También fue votado como mejor arquitectura en 2004 y 2005. El periódico también dice que la «cara de búho de la Frost Bank Tower» ayuda a mantener Austin «característicamente rara», significando que hace a Austin única. En 2005 se concedió a la torre el Premio de la Asociación Internacional de Diseñadores de Iluminación por el diseño de la iluminación realizado por Cline Bettridge Bernstein Lighting Design Inc. para el «segundo conjunto de luces que resaltan los montantes verticales en el retranqueo cerca de la cima del edificio» y los «apliques personalizados monumentales que añaden escala y crean un marco acogedor alrededor de los portales del vestíbulo». El edificio también ganó el premio al mérito de 2003 del Texas Construction Magazine.

### Servicios
La Frost Bank Tower ofrece una amplia variedad de servicios. Entre ellos se encuentran instalaciones para conferencias, conserje, acceso con tarjeta las veinticuatro horas del día, un gimnasio totalmente equipado, sistemas de telecomunicaciones de última generación, climatización controlada por los inquilinos, restaurantes exclusivos, restaurantes delicatessen y de comida para llevar, una cafetería y una lavandería. Siguiendo la tradición, durante la construcción del edificio se incrustaba una cruz cristiana en el forjado de hormigón de cada planta, la última de las cuales fue añadida el 27 de mayo de 2003. Además, se izó un árbol de cedro de nueve metros de altura en la cima de la torre en la ceremonia de coronación.

## Posición en elskylinede Austin
La Frost Bank Tower es el tercer edificio más alto de Austin con 157 m, por detrás de 360 Condominiums y The Austonian. El edificio cubre la mayor parte de su manzana, que está situada cerca del centro del Downtown en la intersección de la 4th Street con Congress Avenue. Su presencia en el skyline, junto con su altura, entusiasmó a los austineses y pasó a ser una pieza central del skyline.